# Otimači izgubljenog kovčega
Otimači izgubljenog kovčega (eng. Raiders of the Lost Ark) je pustolovni film redatelja  Stevena Spielberga iz 1981. s  Harrisonom Fordom u ulozi arheologa i pustolova Indiane Jonesa. Producent filma bio je George Lucas. U filmu, nacisti traže Kovčeg Saveza kako bi učinili svoju vojsku nepobjedivom, što je uspjelo Izraelcima u  Starom zavjetu. Na Jonesu je da se prvi dočepa Kovčega. Među glumcima koji su se prijavili za ulogu Indiane Jonesa bili su Tim Matheson, Peter Coyote i Tom Selleck. Selleck je bio izabran, ali je bio nedostupan zbog obaveza u televizijskoj seriji Magnum, P.I. Spielberg je nagovorio Lucasa da angažira Forda jer su producenti Frank Marshall i Kathleen Kennedy bili impresionirani njegovom izvedbom u ulozi Han Sola u filmu  Carstvo uzvraća udarac.
Kad je objavljen 12. lipnja 1981., film od 20 milijuna dolara je doživio veliki uspjeh, s lakoćom došavši na prvo mjesto najuspješnijih filmova godine s 384 milijuna dolara. Godine 1982. je bio nominiran za osam Oscara, uključujući najbolji film, a osvojio četiri (najbolji zvuk, montaža, vizualni efekti i scenografija). Film je bio hit među publikom i kritikom, pa su snimljena i dva nastavka, Indiana Jones i ukleti hram i Indiana Jones i posljednji križarski rat. Četvrti film, Indiana Jones i kraljevstvo kristalne lubanje objavljen je 2008. godine, a peti Indiana Jones i artefakt sudbine 2023. godine.

## Radnja
1936., u peruanskoj prašumi, arheolog i lovac na blago Indiana Jones izbjegava nekoliko zamki kako bi pokupio statuu Hovita iz drevnog hrama. Nakon što je pobjegao pred kotrljajućom kamenom gromadom, ispred špilje nailazi na rivala arheologa Renea Belloqa s malom grupom Hovitosa, lokalnih domorodaca. Opkoljen i brojčano nadjačan, Jones je prisiljen predati rukotvorinu Belloqu. 
Na fakultetu na kojem predaje, Jones se sastaje s dvojicom vojnih obavještajaca. Oni mu objašnjavaju da nacisti, u potrazi za okultnim moćima, traže Abnera Ravenwooda, Jonesova bivšeg mentora. Ravenwood je najistaknutiji ekspert za grad Tanis iz  drevnog Egipta, kojeg su pronašli nacisti. Vjeruje se da je to lokacija  Kovčega Saveza u kojeg su Izraelci pohranili  Deset zapovijedi. Jones posumnja da nacisti traže Ravenwooda jer on posjeduje vrh štapa egipatskog boga Ra, ključnog predmeta koji bi mogao otkriti lokaciju Kovčega. Njegov kolega Marcus Brody objasni da, prema legendi, moć Kovčega može učiniti bilo koju vojsku nepobjedivom.
Jones odlazi u Nepal, samo kako bi otkrio da je Ravenwood umro; njegova kći Marion, Jonesova ozlojeđena bivša ljubavnica, ima vršak koji nosi kao medaljon. Marionina gostionica izgori nakon obračuna između Jonesa i sadističkog nacističkog agenta zvanog Toht. Tohtovu ruku tijekom sukoba opeče užareni medaljon, koji na kraju uzima Jones, a Marion mu se pridružuje na putovanju. Njih dvoje odlaze u Kairo gdje se sastaju sa Sallahom, vještim egipatskim kopačem, koji im kaže da zna gdje treba kopati u potrazi za Kovčegom te da Belloq radi za naciste. Nacistički operativci ubrzo otimaju Marion i insceniraju njezinu smrt pred Jonesovim očima. Te večeri, Sallah i Jones uspijevaju dešifrirati rezbarije na medaljonu. Na temelju svog prijevoda, shvaćaju da su nacisti koristili pogrešnu dužinu za Raov štap te da kopaju na pogrešnom mjestu.
Provukavši se neopazice, Indy i Sallah okupljaju malu ekipu i počinju kopati na točnoj lokaciji. Nakon nekoliko sati, pronalaze i podižu poklopac zakopanog Izvora duša. Jonesa spuštaju u hram gdje shvaća da je hram napučen zmijama otrovnicama kojih se smrtno boji. Nakon što su on i Sallah izvadili Kovčeg iz hrama, Belloq i nacisti ga odnose i zatvaraju raku, ostavljajući Jonesa zarobljenog. Kako bi makli Marion s puta, ubacuju je s Jonesom. Par uspijeva pobjeći, izašavaši na površinu u vrijeme kad se avion Luftwaffea spremao prenijeti Kovčeg u Berlin. Slučajno podižu avion u zrak, a Belloq i Dietrich stavljaju Kovčeg na kamion za Kairo, gdje će brodom biti poslan u Berlin i predan nacističkom Führeru. Ukravši konja, Jones se daje u potjeru za konvojem koji prati kamion. Preuzima kontrolu nad jednim vozilom, te nakon duge potjere, bježi s Kovčegom. Te večeri, Jones i Marion ostavljaju Sallaha i odlaze s Kovčegom u London na parobrodu.
Sljedećeg jutra, nacistička podmornica pod zapovjedništvom Belloqa i Dietricha zaustavlja brod. Marion i Kovčeg su odvedeni s broda. Jones se tajno ukrcava na podmornicu. Slijedi Belloqa i Kovčeg u izolirani kanjon, gdje planiraju testirati moć Kovčega prije nego što ga predaju Führeru. Jones se naposljetku pojavi s raketnim bacačem i zahtjeva da nacisti oslobode Marion prijeteći da će raznijeti Kovčeg. Belloq prezre njegov blef, na što je Jones prisiljen predati se. Marion i Jones svezani su dok Belloq i nacisti izvode ceremoniju otvaranja Kovčega. Nakon što ga otvore, isprva vide pustinjski pijesak, a onda nekoliko trenutaka kasnije ukažu se nadnaravne moći te iz njega izlaze duhovi. Jones, svjestan opasnosti gledanja u nadnaravne prilike iz Kovčega, upozori Marion da zatvori oči. Duhovi nestanu te iz Kovčega nastane ogromni lebdeći plamen koji svojom zastrašujućom moći ubija svih koji nisu okrenuli pogled: vojsku presiječe svjetlosna sila, Dietrich dehidrira, Tohtu se koža rastopi do kostura, a Belloqu eksplodira glava. Kovčeg se zatvara sam od sebe uz udar groma. Povratkom u Washingtonu, dva vojna obavještajca kažu sumnjičavom Jonesu da "najbolji ljudi" trebaju pažljivo pregledati Kovčeg. Kovčeg je zapravo zapečaćen u drvenom sanduku označenom kao 'stroga tajna' u ogromnom vladinom skladištu, punom bezbroj sličnih sanduka.

## Razvoj
George Lucas 1973. je napisao Pustolovine Indiane Smitha. Kao i Ratovi zvijezda, bila je to prilika da se stvori moderna verzija serijala iz tridesetih i četrdesetih godina. Lucas je razgovarao o konceptu s Philipom Kaufmanom, koji je radio s njim nekoliko tjedana i došao na ideju o Kovčegu Saveza kao zapletu. Projekt je stavljen na čekanje kad je Clint Eastwood angažirao Kaufmana da režira  Odmetnika Joseyja Walesa. Krajem svibnja 1977., Lucas je bio na Mauiju, pokušavajući pobjeći od velikog uspjeha Ratova zvijezda. Prijatelj i kolega Steven Spielberg također je bio tamo, odmarajući se od posla na  Bliskim susretima treće vrste. Dok je gradio pješčani dvorac, Spielberg je izrazio interes za režiju filma o  Jamesu Bondu. Lucas je uvjerio prijatelja Spielberga da se dosjetio junaka "boljeg od Jamesa Bonda" i objasnio mu koncept Otimača izgubljenog kovčega. Spielbergu se svidio pa ga je nazvao "James Bond bez hardvera", iako je junakovo prezime promijenjeno u "Jones".
Sljedeće godine Lucas se fokusirao na razvoj Otimača i nastavka Ratova zvijezda,  Carstvo uzvraća udarac, tijekom čega su se projektu pridružili Lawrence Kasdan i Frank Marshall kao scenarist i producent. Između 23. i 27. siječnja 1978., devet sati dnevno, Lucas, Kasdan i Spielberg su raspravljali o priči i vizualnim idejama. Spielberg se sjetio onoga kako Jonesa progoni gromada, a Lucas se dosjetio podmornice, majmuna koji salutira nacističkim pozdravom i djevojke koju Jones pokupi u Nepalu. Kasdan je koristio 100 stranica transkripta njihovih razgovora za svoju prvu verziju scenarija, na kojem je radio šest mjeseci.
Spielberg i Lucas se nisu slagali oko junaka: iako ga je Lucas zamislio kao Bondovskog zavodnika, Kasdan i Spielberg su mislili da su ga elementi profesora i pustolova činili dovoljno kompleksnim. Spielberg je imao mračniju viziju Jonesa, zamišljajući ga kao alkoholičara sličnog liku Freda C. Dobbsa, kojeg je u filmu Blago Sierra Madre glumio Humphrey Bogart. Ova ideja otpala kad su se radili kasniji nacrti scenarija. Spielberg je zamislio Tohta s robotskom rukom, što je Lucas odbio smatravši to zalaskom u žanr znanstvene fantastike. Jim Steranko, strip-crtač, angažiran je da napravi originalne ilustracije za pretprodukciju, što je izvršilo veliki utjecaj na Spielbergove odluke oko izgleda filma i samog lika Indiane Jonesa.
Kako je film Carstvo uzvraća udarac u rujnu 1979. ulazio u postprodukciju, Lucas je počeo tražiti distributera za Otimače izgubljenog kovčega. Studiji su bili neodlučni zbog Spielbergova promašaja s filmom 1941, ne vjerujući da bi se mogao nositi s filmom od 20 milijuna dolara koliko bi isplatili za njega. Prigovarali su i zbog toga što bi samo distribuirali film, dok bi filmaši uzeli veći dio profita i puno vlasništvo nad filmom. Unatoč bojazni da će prva sekvenca koštati 20 milijuna dolara, Paramount Pictures je prihvatio pod uvjetom da se snime bar četiri nastavka s  Lucasfilmom. U travnju 1980. je bila gotova peta verzija Kasdanova scenarija, a produkcija je trebala početi u studijima Elstree.

## Produkcija
Snimanje je počelo 23. lipnja 1980. u La Rochelleu, Francuska, sa scenama nacističke podmornice, koja je posuđena iz filma Das Boot. Bila je to jedna od originalnih njemačkih podmornica koje su preživjele Drugi svjetski rat. Ekipa se preseilila u studije Elstree za scene s Izvorom duša, interijerima hrama u prologu i Marionine gostionice. Za Izvor duša je bilo potrebno 7000 zmija, iako su jedine otrovnice na setu bile kobre. No, jednog je člana ekipe na setu ugrizao piton. Kako bi snimili gdje se Jones licem u lice susreće s kobrom, između Forda i zmije je postavljeno tanko staklo, vidljivo jedino kad ga svjetlo pogodi pod određenim kutom. Za razliku od lika kojeg je glumio, Ford se ne boji zmija; ni Spielberg se nije bojao, ali vidjevši sve te zmije na setu kako gmižu oko njega, "htio je povratiti". U prologu se pojavljuju žive tarantule: mnoge su se morale staviti na  Alfreda Molinu ali se nisu micale dok tamo nije stavljena i ženka. Molina je rekao kako je to iskustvo bilo jezivo. Za uvod je napravljena gromada od fiberglasa promjera oko 7 metara, ali Spielberg je to odbio i naložio da se napravi 15 metara veća.
Sve scene u  Egiptu i kanjonu gdje Indiana prijeti da će raznijeti Kovčeg snimljene su u Tunisu; mnoge lokacije korištene su prije u Ratovima zvijezda, jer je dosta ljudi iz ekipe sudjelovalo na oba filma. Bilo je to neugodno iskustvo zbog vrućine i bolesti. Nekoliko glumaca i članova ekipe je obolilo. Spielberg nikad nije bio bolestan jer je uvijek jeo konzerviranu hranu koju je donio iz  Engleske. Spielbergu se nije svidjelo područje pa je ubrzao predviđeno šestotjedno snimanje na četiri i pol tjedna. Bilo je mnogo improvizacija: scena u kojoj Marion oblači haljinu i pokušava pobjeći iz Belloqova šatora bila je improvizirana, kao i cijela tučnjava kod aviona. Tijekom snimanja te scene, Ford je slomio križni ligament u lijevoj nozi kad mu je kotač prešao preko koljena, ali je odbio medicinsku pomoć; samo je stavio led preko ozljede. Scene tučnjave u gradu snimljene su u Kairouanu; Ford je tada bolovao od dizenterije. Bilo mu je dosta te nije htio snimiti scenu tučnjave između Indiane i mačevaoca. Rekao je Spielbergu, "Zašto jednostavno ne ustrijelimo balavca?". Spielberg se složio, izrezao ostatak scene i snimio skeč u kojem Indiana jednostavno ustrijeli mačevaoca. Kamionsku potjeru u cijelosti je snimila pomoćna ekipa koja je slijedila Spielbergovu priču, iako su dodali scenu u kojoj Indianu vuče kamion. Spielberg je poslije s Fordom snimio sve krupne planove.
Eksterijeri Washingtona snimljeni su ispred gradske vijećnice  San Francisca. Pacifičko sveučilište u Stocktonu, Kalifornija, poslužilo je kao fakultet na kojem radi Jones.

## Glavne uloge
- Harrison Ford - Indiana Jones, pustolovni profesor i arheolog koji se često upušta u pogibeljne pustolovine u potrazi za rijetkim umjetninama. Upušta se u vezu s Marion Ravenwood, dok mu je glavni suparnik kolega arheolog Rene Belloq.
- Karen Allen - Marion Ravenwood, kći Abnera Ravenwooda, mentora Indiane Jonesa. Oštroumna vlasnica gostionice koja je već prije bila u vezi s Jonesom.
- Paul Freeman - Rene Belloq, Jonesov glavni neprijatelj. Belloq je također arheolog u potrazi za Kovčegom, ali radi za  naciste. Namjerava iskoristiti moć Kovčega prije Hitlera, ali ga ubijaju nadnaravne moći iz Kovčega nakon što je otvoren.
- John Rhys-Davies - Sallah, "najbolji kopač u Egiptu". Nacisti ga unajmljuju da im pomogne iskopati Tanis. Iako sumnja u moć Kovčega, stari je prijatelj Indiane Jonesa pa mu pomaže u potrazi za njim.
- Denholm Elliott - Marcus Brody, kustos muzeja koji kupuje sve umjetnine koje Indiana prikupi kako bi ih izložio u svojem muzeju. Prilaze mu američki vladini agenti u vezi pronalaska Kovčega pa im dogovara sastanak s Indianom Jonesom (čijeg mentora spominju agenti).
- Ronald Lacey - Arnold Toht, nacistički ispitivač koji pokušava mučiti Marion Ravenwood kako bi pronašao vršak Raova štapa. Uspijeva dobiti samo jednu stranu koja mu je spržila ruku. Ubijaju ga nadnaravne moći Kovčega.
- Wolf Kahler - Pukovnik Dietrich, nemilosrdni nacistički časnik koji predvodi operaciju zaštite Kovčega. Ubijaju ga nadnaravne moći iz Kovčega.
- Alfred Molina - Satipo, jedan od Jonesovih vodiča kroz južnoameričku džunglu. Izdaje Jonesa i ukrade zlatnog idola, ali ga ubija jedna od zamki u hramu.

Producent Frank Marshall glumio je pilota u sceni tučnjave kod aviona. Kaskaderi su bili bolesni pa je preuzeo ulogu. Rezultat su bila tri dana u kokpitu u kojem je bilo preko 40 stupnjeva. Pat Roach glumio je ogromnog mehaničara s kojim se Jones tuče u ovoj sekvenci, kao i Tohtova ubojicu u Marioninoj gostionici. Supervizor specijalnih efekata Dennis Muren pojavio se u cameo ulozi u avionu kojim Indiana Jones odlazi u Nepal. Spielberg je sugerirao izbor  Harrisona Forda za ulogu Jonesa, ali je Lucas prigovorio da ne želi da mu Ford postane njegov " Bobby De Niro" ili "tip kojeg stavljam u sve svoje filmove." Želeći manje poznatog glumca, Lucas je nagovorio Spielberga da mu pomogne u potrazi za novim talentom. Među kandidatima su bili Tim Matheson, Peter Coyote i Tom Selleck. Selleck je bio i izabran, ali nije mogao nastupiti zbog obaveza u televizijskoj seriji Magnum, P.I. U lipnju 1980., tri tjedna prije početka snimanja, Spielberg je nagovorio Lucasa da angažira Forda jer su producenti Marshall i Kathleen Kennedy bili oduševljeni njegovom izvedbom u ulozi Han Sola u filmu Carstvo uzvraća udarac.

## Reakcije
Nakon premijere 12. lipnja 1980., film od 20 milijuna dolara doživio je veliki uspjeh, s lakoćom postavši najuspješniji film 1981. (s 384 milijuna dolara u cijelom svijetu). 1982. je bio nominiran za osam Oscara, uključujući najbolji film, a osvojio je četiri (najbolji zvuk, montaža, vizualni efekti i scenografija). Osim toga, film je dobitnik sedam nagrada Saturn.
Kritike su bile relativno pozitivne. U svojoj recenziji za The New York Times, Vincent Canby je hvalio film, nazvavši ga "jednim od najurnebesnijih, najgenijalnijih i najelegantnijih američkih pustolovnih filmova ikad snimljenih." Roger Ebert u svojoj recenziji za Chicago Sun-Times je napisao, "Dvije stvari, međutim, čine Otimače izgubljenog kovčega većima od samo tehnološkog trijumfa: to su smisao za humor i šaljivi karakter njegovih junaka... Smijemo se iznenađenju, olakšanju, u nevjerici da film može nizati jednu novinu za drugom." Ebert će film kasnije staviti na svoj popis "Great Movies". Rolling Stone je napisao da je film "najbolja subotnja akcijska matineja - tako smiješan i uzbudljiv film da se u njemu može uživati svaki dan u tjednu." Bruce Williamson iz Playboya je ustvrdio: "U prvih deset minuta Otimača ima više uzbuđenja nego u bilo kojem filmu kojeg sam pogledao u cijeloj godini." Međutim, Pauline Kael napisala je da je film "inperosonalan" te da je tempo prebrz.

## Vanjske poveznice
- Službena stranica na Lucasfilm
- Otimači izgubljenog kovčega u internetskoj bazi filmova IMDb-a
- Otimači izgubljenog kovčega na Rotten Tomatoes
- The Indiana Jones Wiki, Indiana Jones fansite